# Ius publice respondendi
Jus Publice Respondendi est une formule du droit romain.
C'est le droit de répondre à des questions de droit. Le ius publice respondendi n'était pas accordé par les princes, mais ceux que leurs études avaient rendu sûrs d'eux-mêmes pouvaient répondre à ceux qui les consultaient selon Pomponius. Ainsi, ce n'était pas des réponses officielles marquées de sceaux, mais des écrits envoyés par les jurisconsultes aux juges ou transmis par celui qui leur posait une question. 
L'empereur
Auguste décide ensuite de donner une plus grande autorité au droit, ainsi les jurisconsultes doivent répondre en vertu de son auctoritas. 
Tibère instaure ensuite le ius publice respondendi en tant que tel ; il devient alors un privilège concédé par les empereurs romains à certains jurisconsultes, de donner aux questions posées sur des points de droit - par des particuliers ou par des magistrats -des réponses ayant un caractère officiel et obligatoire.